# Koperfazant
De koperfazant (Syrmaticus soemmerringii) is een vogel uit de familie fazantachtigen (Phasianidae). De wetenschappelijke naam van de soort is voor het eerst geldig gepubliceerd in 1830 door Coenraad Jacob Temminck en de wetenschappelijke naam is een eerbetoon aan de Duitse geleerde Samuel Thomas von Sömmerring (1755-1830).

## Kenmerken
De haan is 87,5 tot 136 cm lang (staart 48–98 cm) de hen is 51 tot 54 cm lang (staart 14–19 cm). Deze soort is gemiddeld iets groter dan de gewone fazant (Phasianus colchicus) en is overwegend bruinrood gekleurd.

## Voortplanting
Het legsel bestaat uit 6 tot 14 crèmewitte eieren, die door het vrouwtje gedurende 24 dagen worden bebroed.

## Voorkomen
De soort is endemisch in Japan en telt 5 ondersoorten:
- S. s. scintillans: noordelijk en centraal Honshu.
- S. s. subrufus: centraal en zuidwestelijk Honshu en zuidwestelijk Shikoku.
- S. s. intermedius: Shikoku en zuidoostelijk en zuidwestelijk Honshu.
- S. s. soemmerringii: noordelijk en centraal Kyushu.
- S. s. ijimae: zuidoostelijk Kyushu.

Deze fazant komt voor in natuurlijke bossen met dichte ondergroei in bergachtige, rotsige gebieden vaak in de buurt van bergbeken, maar altijd onder de 1800 m boven zeeniveau.

## Beschermingsstatus
De grootte van de wereldpopulatie is niet gekwantificeerd, de vogel is echter schaars geworden en gaat in aantal achteruit door jacht (sinds 1976 is de jacht op hennen illegaal), predatie door verwilderde katten en honden, habitatverlies en bastaardisering van de verschillende ondersoorten onderling en met gekweekte vormen. Om deze redenen staat de koperfazant als gevoelig op de Rode Lijst van de IUCN.